# Claude-René de Berset
Pour les articles homonymes, voir Berset.
Claude-René de Berset est un homme politique français né le 27 décembre 1776 à Laval (Mayenne) et mort le 23 janvier 1831 à Paris. Il est le frère de Joseph de Berset et le père de Louis de Berset, député sous la Deuxième République.

## Biographie
Membre de la famille Berset, il est le fils de Joseph Berset et de Marie-Françoise Jacquine Foucault de la Bigottière. Son père était officier au régiment du Limousin, gouverneur d'Henrichemont.
En 1797, le Coup d'État du 18 fructidor an V le fait déporter avec son père, et son frère.
Membre du conseil de préfecture de la Mayenne depuis le 25 avril 1816, il fut élu député pour la première fois le aux Élections législatives de 1820, par le collège de département de la Mayenne en vertu de la Loi du double vote. Il siégea à l'extrême droite et donna son suffrage à toutes les mesures défendues par les ultra-royalistes: loi d'indemnité, loi du sacrilège, loi d'amour, etc.
Il est non réélu aux Élections législatives de 1824, il fut avec plus de succès, aux Élections législatives de 1827, le candidat de la contre-opposition que certains royalistes d'extrême droite, entre autres François-Régis de La Bourdonnaye, firent alors au Ministère Joseph de Villèle. Il se rapprocha, dans la législature de 1827 à 1830, des défenseurs de la Charte constitutionnelle de 1814. Il démissionna, pour raison de santé, le 16 juillet 1829. Les légitimistes du département envoyèrent Arsène Avril de Pignerolles à sa place.

## Sources
- « Claude-René de Berset », dans Adolphe Robert et Gaston Cougny, Dictionnaire des parlementaires français, Edgar Bourloton, 1889-1891 [détail de l’édition]